# Dennis C. Lewiston
Dennis C. Lewiston, weitere Schreibweise auch Denis Lewiston (* 22. Mai 1934 in London, Vereinigtes Königreich; † 8. Juni 2014) war ein britischer Kameramann mit sporadischen Ausflügen in das Regiefach.

## Leben und Wirken
Lewiston verließ bereits sehr früh die Schule und begann seine filmische Laufbahn 15-jährig als Materialassistent (sog. clapper loader) bei dem Hitchcock-Dietrich-Krimi Die rote Lola. Die gesamten 1950er Jahre wirkte er in dieser Funktion aber auch als Kameraassistent bei einer Fülle von Unterhaltungsfilmen. Seit 1960 ließ man Lewiston als einfachen Kameramann Filme für das Fernsehen und das Kino fotografieren. In dieser Funktion war Dennis Lewiston auch an den Filmklassikern Doktor Schiwago, Blow Up und The Rocky Horror Picture Show beteiligt.
Seit 1974 ist Lewiston als Chefkameramann nachzuweisen. Fotografierte er in dieser Funktion zunächst britische Kinofilme, so betreute Lewiston mit Beginn der 1980er Jahre fast nur noch Fernsehfilme, von denen ein Großteil in den USA entstanden. Dennis C. Lewiston hat auch sporadisch als Regisseur gearbeitet; so inszenierte er 1979/80 mehrere Folgen der Fernsehkrimiserie Die Profis und zwei wenig beachtete Kinofilme in den 1980er respektive 1990er Jahren. Kurz vor der Jahrtausendwende, gleich nach seiner letzten Kinoregie, beendete Lewiston seine Arbeit hinter der Kamera.

## Filmografie
als Chefkameramann, wenn nicht anders angegeben
- 1974: Swallows and Amazons
- 1975: Frankensteins Spukschloß
- 1976: House on Strawhill
- 1977: Der aus der Hölle kam  (The Squeeze)
- 1978: Der Dieb von Bagdad (The Thief of Baghdad)
- 1979: Lady Diamond
- 1979–80: Die Profis (Regie bei vier Folgen der TV-Serie)
- 1980: Night Games
- 1982: Das scharlachrote Siegel (The Scarlet Pimpernel)
- 1983: Im Zeichen der Vier (The Sign of Four)
- 1983: Die Windsor-Papiere -- Königsjagd (To Catch a King)
- 1983/84: Hart aber herzlich (TV-Serie, zwei Folgen)
- 1984: The Country Girls
- 1984: Merlin und das Schwert (Arthur the King)
- 1985: Hot Target – Eiskalt ohne Gnade (Hot Target) (Regie und Drehbuch)
- 1986: The Last Days of Patton
- 1986: Zwei Millionen in Gold (Florida Straits)
- 1987: Ein Mann aus Stahl (Proud Men)
- 1987: Der Junge ohne Ausweg (Family Sins)
- 1988: Die tödliche Straße der Träume (Street of Dreams)
- 1988: Durch die Hölle Afrikas (The Lion of Africa)
- 1989: Schmutziges Spiel (Full Exposure: The Sex Tapes Scandal)
- 1989: Gejagt bis in den Tod (Billy the Kid)
- 1990: Montana
- 1990: Leute wie wir (People Like Us)
- 1990: Das große Erdbeben in L. A. (The Big One: The Great Los Angeles Earthquake)
- 1991: Nackte Sünde (The Woman Who Sinned)
- 1991: Allein gegen den Wind (One Against the Wind)
- 1993: Heidi
- 1993: Verabredung mit einem Killer (Beyond Suspicion)
- 1994: Die wundervolle Freundschaft mit Mrs. Appletree (One Promised Land)
- 1994: Blut an ihren Händen (While Justice Sleeps)
- 1995: David Balfour -- Zwischen Freiheit und Tod (Kidnapped)
- 1996: Das Gespenst von Canterville
- 1996: London Suite
- 1997: Heimkehr der Liebe – Das Weihnachtswunder von St. Nicholas (I‘ll Be Home for Christmas)
- 1997: Tote lügen nicht (Scattering Dad)
- 1998: Shergar -- Das Rennpferd (Shergar) (Regie und Drehbuch)